# Cheiracanthium klabati
Cheiracanthium klabati là một loài nhện trong họ Miturgidae.
Loài này thuộc chi Cheiracanthium. Cheiracanthium klabati được Anna Maria Sibylla Merian miêu tả năm 1911.